# Malkangiri
Malkangiri (oriya: ମାଲକାନଗିରି) är en stad i den indiska delstaten Odisha, och är huvudort för ett distrikt med samma namn. Folkmängden uppgick till 31 007 invånare vid folkräkningen 2011.